# Katharina Leopold
Katharina Leopold (1846 - Groningen, 4 de junio de 1914) fue una profesora neerlandesa, autora de libros infantiles y letrista.
Escribió las sinterklaaslied (canciones de sinterklaas)  O, kom er eens kijken y Hij komt, hij komt, die lieve goede Sint (Oh, ven a ver y Él viene, viene, ese dulce bueno Santa).

## Obra
Kath Leopold enseñó en una escuela primaria en Groningen . Escribió varios libros para niños, incluyendo Rayos de sol, en la escuela y el hogar (con Henriette Dietz, 1894), Hace mucho tiempo (1911) y Príncipe Gris (1914). 
Además, Leopold escribió un folleto de canciones con Sinterklaaslied : San Nicolás, doce canciones con melodías (Groningen, 1898). Escribió la letra de melodías existentes.  En el paquete incluye las canciones:
- Él viene, viene / ese dulce buen Santa.
- Los chicos ya talking oído / tralalali, tiralalala
- Oh, vamos echar un vistazo / lo que encuentro en mi zapato
- Nicholas dice cansado / ama dulce, dice la mamá

Las melodías se remontan a canciones alemanas, respectivamente: "Fröhlicher Landmann" (``Robert Schumann]]);  "Ihren Schafer zu erwarten ';  "Freut euch des Lebens" (HG Nägeli); y In Berlin, sagt' er'.

## Trivia
Katharina Leopold era la tía del poeta J. H. Leopold (1865-1925).